# Fibras de Sharpey

1. Dente 2. Esmalte dental 3. Dentina 4. Polpa dental 5. Polpa coronal ou cameral 6. Polpa radicular 7. Cemento 8. Coroa
9. Cúspide
10. Surco
11. Colo
12. Raiz
13. Furca
14. Ápice da raiz
15. Forâmen do ápice
16. Surco gengival
17. Periodonto
18. Gengiva:
19. livre ou interdental
20. marginal
21. alveolar
22. Ligamento periodontal
23. Osso alveolar
24. Irrigação e inervação:
25. dental
26. periodontal
27. a través del canal alveolar

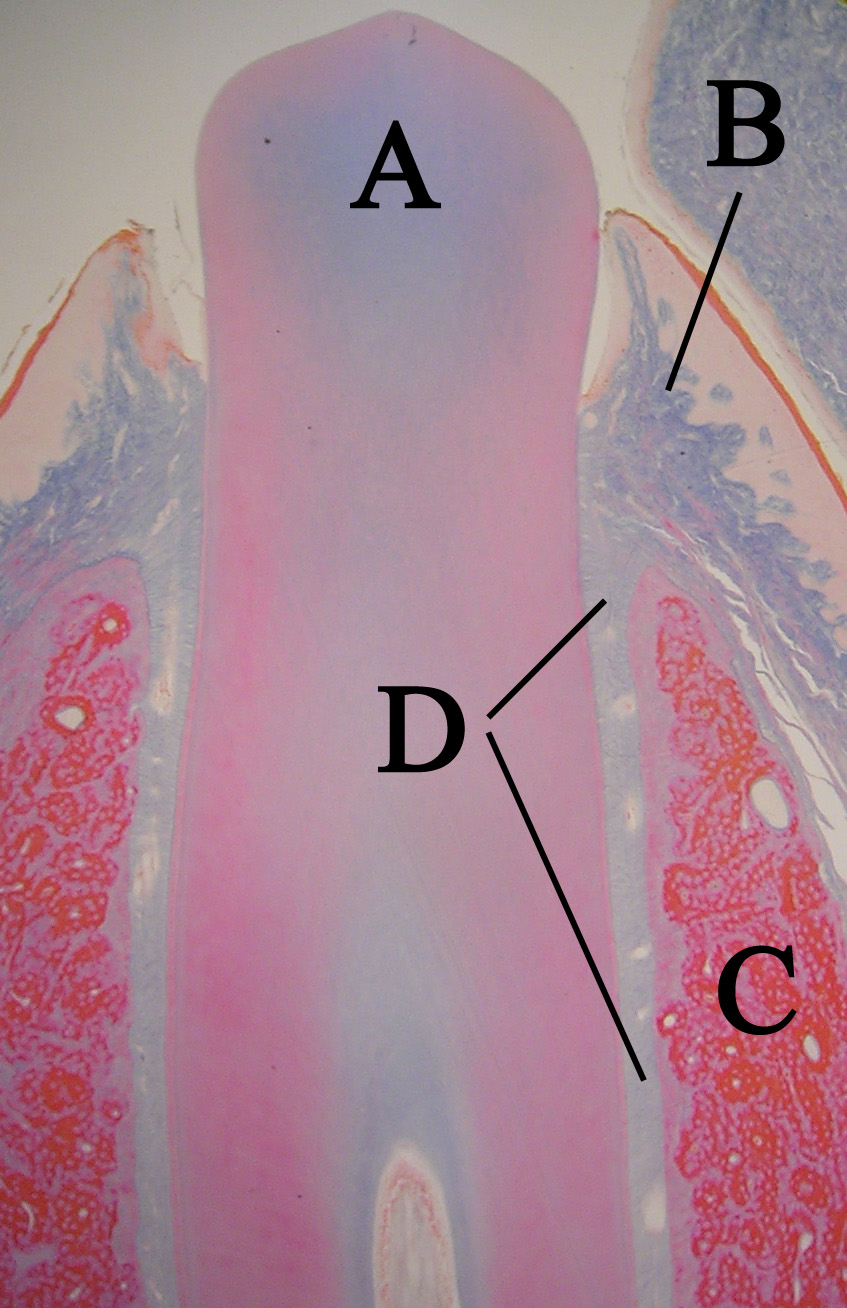
D: Ligamento periodontal.

Fibras de Sharpey são fibras de colágeno, provenientes do tecido conjuntivo do periósteo, que penetram no tecido ósseo e prendem firmemente o periósteo ao osso.